# Hope Farm-John Dial
Hope Farm-John Dial es una localidad de Trinidad y Tobago, que forma parte de la parroquia de St. George.

## Geografía
La localidad abarca parte de la isla de Tobago y limita al norte con Easterfield, al sur con Calder Hall-Friendsfield, Bagatelle, Bacolet (las tres localidades pertenecientes a la parroquia de   St. Andrew) y el océano Atlántico, al este con Mount St. George, Hope-Blenheim y el océano Atlántico y al oeste con Concordia y Belmont.

## Demografía
Datos demográficos de la localidad de Hope Farm-John Dial:
| Gráfica de evolución demográfica de Hope Farm-John Dial entre 2000 y 2011 |
|                                                                           |